# Dayakus
Dayakus is een geslacht van kevers uit de familie  
kniptorren (Elateridae).
Het geslacht is voor het eerst wetenschappelijk beschreven in 1893 door Candèze.

## Soorten
Het geslacht omvat de volgende soorten:
- Dayakus angularis Candèze, 1895
- Dayakus basilewskyi Cobos, 1970
- Dayakus bisulcatus (Fleutiaux, 1935)
- Dayakus congoensis (Fleutiaux, 1935)
- Dayakus dilaticollis (Fleutiaux, 1935)
- Dayakus villiersi Cobos, 1970